# Porzuna
Porzuna és un municipi de la província de Ciudad Real a la comunitat autònoma de Castella-La Manxa. Inclou les entitats locals menors d'el Torno, el Trincheto, las Casas del Río, las Rabinadas, los Puentes de Piedralá, el Bonal, el Cepero, las Tiñosillas, las Betetas i el Citolero.